# Етноним
Етноним (од грч.  —  „племе, народ“ и  — „лично име“) је лингвистички појам којим се означава посебна група властитих именица, које служе као називи за припаднике етничких група, на свим степенима етничке стратификације, од припадника етничких народа, односно етничких нација, до припадника етничких племена и племенских савеза.
Према пореклу облика, етноним може бити:
- ендонимски етноним (назив народа у облику који се употребљава у језику порекла, односно у језику народа на који се етноним односи)
- егзонимски етноним (назив народа у облику који се употребљава у језику пријема, обликован према правилима тог језика)

Као ознака за етничку групу, етноними се пишу великим почетним словом. На пример, етноними Србин и Српкиња означавају припадника, односно припадницу српског народа.
Етнониме треба разликовати од демонима, који означавају становнике одређеног места или области.